# Karel Najman
Karel Najman (* 4. dubna 1956) je bývalý český lední hokejista, útočník. Po skončení aktivní kariéry působil jako trenér.

## Hokejová kariéra
V československé lize hrál za Spartu Praha, Duklu Trenčín a Škodu Plzeň. Odehrál 10 ligových sezón, nastoupil ve 310 ligových utkáních, dal 51 gólů, měl 55 asistencí a 124 trestných minut. Kariéru končil v nižších soutěžích v TJ Auto Škoda Mladá Boleslav a švédském Söderhamn/Ljusne HC. Reprezentoval Československo na Mistrovství Evropy juniorů v ledním hokeji 1975, kdy tým skončil na 2. místě

## Klubové statistiky
| 1973/1974 | Sparta Praha                 | 1. liga | 2  | 0  | 0 | 0  | 0  |
| 1975/1976 | Sparta Praha                 | 1. liga | 29 | 4  | 5 | 9  | 4  |
| 1976/1977 | Dukla Trenčín                | 2. liga | -  | 19 | - | -  | -  |
| 1977/1978 | Dukla Trenčín                | 1. liga | 40 | 8  | 6 | 14 | 26 |
| 1978/1979 | Sparta Praha                 | 1. liga | 42 | 9  | 9 | 18 | 16 |
| 1979/1980 | Sparta Praha                 | 1. liga | 40 | 3  | 8 | 11 | 8  |
| 1980/1981 | Sparta Praha                 | 1. liga | 36 | 7  | 7 | 14 | 14 |
| 1981/1982 | Sparta Praha                 | 1. liga | 23 | 4  | 8 | 12 | 10 |
| 1982/1983 | Sparta Praha                 | 1. liga | 35 | 5  | 7 | 12 | 4  |
| 1983/1984 | Škoda Plzeň                  | 1. liga | 38 | 7  | 6 | 13 | 24 |
| 1984/1985 | Škoda Plzeň                  | 1. liga | 43 | 8  | 4 | 12 | 20 |
| 1985/1986 | TJ Auto Škoda Mladá Boleslav | 2. liga | -  | 13 | - | -  | -  |
| 1986/1987 | TJ Auto Škoda Mladá Boleslav | 2. liga | -  | 13 | - | -  | -  |